# Biokit
Biokit és una de les empreses biotecnològiques més importants de Catalunya. Té la seu a Lliçà d'Amunt. Dedicada al diagnòstic in vitro, desenvolupa immunoassaigs innovadors i d'alta qualitat per a la serologia infecciosa, la química clínica, la immunoquímica i proves de coagulació. La companyia està especialitzada en la producció i purificació d'antígens i anticossos, ELISA, aglutinació en làtex i quimiluminiscència.
Fundada el 1973 pels germans Rubiralta, és una de les capçaleres de Werfen Group. Exporta un 98% de la producció. El 2019 va tancar amb unes vendes de 191 milions d'euros. Centrada en el camp dels immunoassajos, que s'apliquen principalment en el diagnòstic serològic i en el dels trastorns de la coagulació sanguínia. L'empresa comercialitza productes propis innovadors, amb 23 nous reactius llançats al mercat entre els anys 2009 i 2011. L'any 2004 l'empresa fou finalista en la categoria d'Innovació Tecnològica del premis Príncep Felip a l'excel·lència empresarial, l'any següent (2005) rebé el Premi a la Innovació Tecnològica i a la Qualitat atorgat per la Generalitat de Catalunya Forma part de l'aliança BioNanoMed Catalunya, de la qual és fundadora junt amb altres 17 entitats (centres de recerca, hospitals i empreses catalanes).